# Mount Clough
Mount Clough ist ein 2230 m hoher und eisfreier Berg im Königin-Maud-Gebirge. Er ragt 3 km östlich des Mount Dort an der Südseite des Cappellari-Gletschers auf.
Teilnehmer der Byrd Antarctic Expedition (1928–1930) entdeckten und kartierten ihn. Das Advisory Committee on Antarctic Names benannte ihn 1967 nach dem US-amerikanischen Geophysiker John Wendell Clough (* 1942), der von 1965 bis 1966 an der zweiten Durchquerung des Königin-Maud-Lands von der Amundsen-Scott-Südpolstation aus teilnahm.